# Destination Anywhere
A Destination Anywhere Jon Bon Jovi második szólóalbuma 1997-ből, ami az 1990-es Blaze of Glory-t követte. Az album sokban különbözik a Bon Jovi lemezektől: dob hangmintákat és női vokalistákat is használtak, és Jon a megszokottnál mélyebb regiszterekben énekelt. A Bon Jovi-ból Dave Bryan billentyűs, és Bobby Bandiera gitáros működött közre a lemezen, ez utóbbi az együttes turnéin gitározik. A Livin' On a Prayer társszerzője, Desmond Child az Ugly c. dalban tubán játszik, és ő az egyik producer.
A lemezhez egy rövid film is készült, Destination Anywhere: A film címmel, amit szintén 1997-ben mutattak be, és 2005. április 11-én DVD-n is megjelent.

## Az album dalai
Minden dalt Jon Bon Jovi írt, kivéve, ahol jelölve van.
1. "Queen of New Orleans" (Jon Bon Jovi, Dave Stewart) - 4:30
2. "Janie, Don't Take Your Love to Town" - 5:18
3. "Midnight in Chelsea" (Jon Bon Jovi/Dave Stewart) - 4:58
4. "Ugly" (Jon Bon Jovi/Eric Bazilian) - 3:24
5. "Staring at Your Window with a Suitcase in My Hand" - 4:26
6. "Every Word Was a Piece of My Heart" - 5:16
7. "It's Just Me" - 6:43
8. "Destination Anywhere" - 4:55
9. "Learning How to Fall" - 4:03
10. "Naked" (Jon Bon Jovi/Mark Hudson/Wells) - 4:42
11. "Little City" - 4:57
12. "August 7, 4:15" - 4:59
13. "Cold Hard Heart (Demo)" - 4:42
14. "I Talk to Jesus (Demo)" - csak a japán kiadáson
15. "Sad Song Night" - csak a francia kiadáson